# Les Six Compagnons
 (février 2022).
- Si vous ne connaissez pas le sujet, laissez ce bandeau (vous pouvez alors contacter les auteurs).
- Si vous supprimez le contenu mis en cause (vous pouvez préalablement contacter les auteurs),

argumentez précisément cette suppression dans la page de discussion
(un manque de référence n'est pas un argument ; une recherche réelle de référence doit avoir été effectuée, être formellement documentée).
Les Six Compagnons est une série française de trente-huit romans pour la jeunesse, écrits par Paul-Jacques Bonzon et publiés de 1961 à 1980 aux éditions Hachette dans la Bibliothèque verte. La série narre les aventures d'un groupe de six garçons et d'une jeune fille ainsi que de leur chien, qui vivent à Lyon dans le quartier de La Croix-Rousse.
Après la mort de l'auteur en 1978, onze titres supplémentaires sont publiés jusqu'en 1994, écrits par Olivier Séchan (quatre titres), Pierre Dautun (cinq titres) et Maurice Périsset (deux titres). 

## Éditions
Les premiers romans paraissent à partir de 1961, dans la collection Bibliothèque verte des éditions Hachette Jeunesse. Ils appartiennent ainsi à la deuxième et troisième séries de livres. Bonzon publie en moyenne deux nouvelles aventures par an. Les livres sont jusqu'au début des années 2000, régulièrement réédités, mais le texte reste peu modifié. La réédition majeure intervient en 2014, où les aventures dorénavant publiées dans la collection Bibliothèque rose, destinée à un public plus jeune et les textes sont largement simplifiés.
En 2022, un livre écrit par François Quet et Anne-Marie Mercier-Faivre, intitulé Des Compagnons de la Croix-Rousse aux Six Compagnons. Une série policière pour la jeunesse (1961-1978), retrace le développement de la série d'aventure pour la jeunesse portée par Bonzon.

### Illustrateurs
Le premier illustrateur de la série est Albert Chazelle, de 1961 jusqu'en 1970. Puis se relayeront Maurice Paulin de 1971 à 1975, Robert Bressy de 1975 à 1994 et Christian Vicini de 1983 à 1990 (Collection Masque jeunesse en 1983 et 1984, couvertures reprises par la Bibliothèque verte à partir de 1985).
Pour la réédition en 2000, toujours dans la collection Bibliothèque verte d'Hachette Jeunesse, l'illustrateur de la première et de la dernière de couverture est André Taymans, tandis que les illustrations internes disparaissent.

## Liste des romans
À ce jour, quarante-neuf aventures sont parues. Sachant qu'aucun livre n'a été publié depuis 1994, il est plausible que la série soit définitivement abandonnée.
À noter que certains titres sont parus chez Hachette dans la collection Bibliothèque de la jeunesse (une vingtaine), dans la collection Idéal-Bibliothèque (Les Compagnons de la Croix-Rousse, 1969) et dans la collection La Galaxie (Les Compagnons de la Croix-Rousse, Galaxie « 3 en 1 »). Les romans ont été régulièrement réédités de 1962 à 2009 dans les différentes séries de la Bibliothèque verte puis depuis mars 2010 dans la collection les classiques de la Bibliothèque rose , dans une version modernisée et simplifiée.
Le premier titre de la série, Les Compagnons de la Croix-Rousse, relate la rencontre des héros. Tidou quitte son village natal, Reilhanette, pour venir habiter à Lyon. Lorsque son chien Kafi disparaît, il reçoit l'aide des « gones » (enfants) de son école, et de Mady, une petite fille handicapée, qui lui permettront de le retrouver. Ces personnages ont, à ce moment, entre 12 et 13 ans.
Les tomes suivants sont des intrigues policières élucidées par ces jeunes adolescents devenus inséparables, dans un souci de recherche d'aventures, mais aussi le plus souvent pour aider des amis de fraîche ou de longue date.

## Personnages

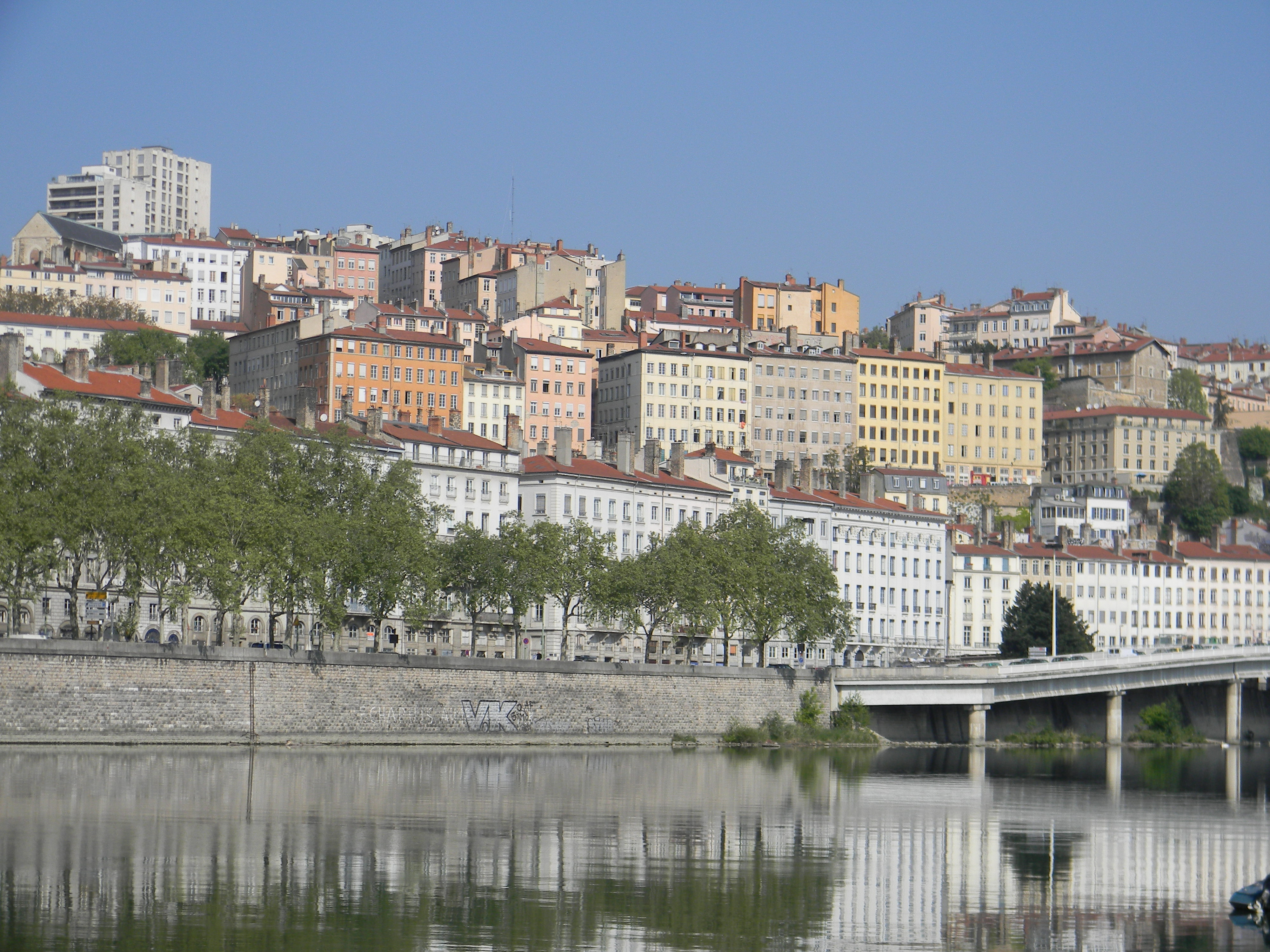
La colline de la Croix-Rousse.

La bande des "six compagnons" (qui comprend au départ Corget, Tidou, Gnafron, La Guille, Bistèque, et Le Tondu) nait de l'intégration de Tidou à la bande du Gros-Caillou (appelée ainsi car c'est le lieu de leurs habituels rendez-vous) et de leur première aventure. Avant l'arrivée de Tidou, la bande compte au moins trois autres garçons, voire plus. Des absents des livres suivants, qui laissent place dès le deuxième tome aux Aventures des six compagnons (le nom de la bande sera alors Les Compagnons de la Croix-Rousse), on sait seulement que l'un d'eux se surnommait Coissieux.

### Évolution des personnages
- Tidou, le narrateur et dernière recrue quand commencent les aventures. Originaire de Reillanette dans la Drôme, Tidou, encore adolescent, débarque à Lyon à la suite de son père, qui a décroché un emploi dans la ville. Les premiers mois, il se sent mal à l'aise dans cette ville qu'il trouve froide et désagréable, avant de se lier d'amitié avec Corget et Mady. Il est souvent suggéré, à demi-mot, qu'il éprouve des sentiments pour Mady, ou qu'ils ont du moins une relation privilégiée. Son nom de famille est Aubanel (cité dans Les Six Compagnons et l'émetteur pirate), ce qui n'a pas empêché l'auteur d'utiliser ce même nom pour d'autres protagonistes (Les Six Compagnons au tour de France).

- Kafi, le chien de Tidou est un chien-loup tout dévoué à la bande. Il n'est pas à proprement parler l'un des « six compagnons » mais les accompagne dans leurs aventures. Il a été offert à la famille de Tidou par un vieil Arabe qui vendait des tapisseries. Quand la famille déménage à Lyon, Kafi est contraint de rester à Reillanette car la concierge de l'immeuble lyonnais n'accepte pas les chiens. Par la suite, alors que Tidou et ses nouveaux camarades lyonnais tentent de le faire venir à Lyon, il est enlevé par une bande de malfaiteurs. Il est retrouvé par la bande du Gros-Caillou à la fin du premier livre, Les Compagnons de la Croix-Rousse, et jouera à partir de là un rôle prépondérant dans les aventures des Compagnons, grâce à son courage, son flair et sa loyauté.

- Corget, considéré comme le chef de la bande jusqu'à son départ pour Toulouse. Plutôt taciturne de nature, il devient le premier Lyonnais à sympathiser avec Tidou quand celui-ci lui décrit son amour pour les chiens.

- Gnafron, de son vrai nom Louis Gerland[4], surnommé ainsi parce qu'il habite au-dessus de la boutique d'un cordonnier (Gnafron étant un personnage du guignol lyonnais, incarnant un savetier). Souvent moqué pour sa petite taille et sa tignasse hirsute, il est très agile et futé.

- La Guille, de son vrai prénom Robert (dans Les Six Compagnons et l'émetteur pirate), Pierre (dans Les Six Compagnons et la Citadelle), ou Jean-François (dans Les Six Compagnons à l'affut), surnommé ainsi parce qu'il a habité le quartier de La Guillotière de Lyon. Il est considéré comme le fantaisiste/artiste de la bande, capable de rédiger des poèmes ou de jouer de l'harmonica.

- Bistèque, ainsi nommé parce que son père est commis boucher. Véritable cordon bleu, il s'agit du cuisinier de l'équipe.

- Le Tondu (initiales J. B.), devenu totalement chauve à la suite d'une maladie et cachant sa calvitie sous un béret. De toute la bande, c'est le plus grand par la taille, et le plus fort physiquement. Il possède des talents en mécanique et en électronique et répare souvent les vélomoteurs des autres.

- Mady (Charvet ou Tavernier suivant les aventures), la seule fille de la bande. Dans le premier tome, elle est souffrante et alitée. L'arrivée de Tidou redonne un sens à sa vie quand il lui apprend la disparition de Kafi. Elle va jouer un rôle crucial dans les recherches menant au chien de Tidou, emprisonné par des malfaiteurs dans le quartier de Fourvière. À la fin de cette aventure, Tidou lui propose d'aller s'installer dans son ancienne maison dans la Drôme afin de faciliter la guérison de la jeune fille. Partie avec sa famille à Reillanette, elle en reviendra guérie et occupera une place de choix dans les aventures suivantes de la bande, grâce à ses intuitions. Le départ de Corget officialise son statut de "compagnon", la bande restant toujours à six membres. Comme Corget, Mady représente une certaine image des Lyonnais et en particulier de la fille lyonnaise vue par Paul-Jacques Bonzon : humble et pas maniérée[5].

Dès les premiers livres, le narrateur est Tidou, sauf dans les chapitres décrivant les faits et gestes de ses camarades quand lui-même n'est pas présent. Corget, absent une première fois dans Les Agents secrets, quitte la bande en 1969, au début de Le Secret de la calanque, pour suivre son père qui est muté à Toulouse. Les six compagnons ne sont alors plus que cinq, mais on peut considérer que Mady, au départ une amie de la bande, trop faible et malade pour les suivre facilement, prend la place du sixième compagnon lors du départ de Corget (contrairement au chien Dagobert de la série de romans Le Club des Cinq, Kafi ne prend pas officiellement la place d'un humain). De fait, à de nombreuses reprises, c'est elle le déclencheur du voyage ou de la découverte qui débute les livres (La Pile atomique, Le Mystère du parc, À Scotland Yard, Le Piano à queue, Le Secret de la calanque, les Six compagnons et les pirates du rail). À partir de 1969 donc, Tidou, le dernier garçon arrivé dans la bande, en devient le chef définitif, confirmant le statut temporaire qu'il avait dans Les Six Compagnons et les Agents secrets.
Corget réapparaîtra néanmoins dans les années 1980 pour deux épisodes signés Bonzon et Dautun, tous deux se déroulant partiellement à Toulouse : Les Six compagnons dans la ville rose et Les Six compagnons et l’Énigme de la télémagie.
Dans les années soixante-dix, Bonzon lance la première aventure narrée entièrement par un autre membre du groupe (Le Tondu), dans Les Six Compagnons à la tour Eiffel. À partir de ce moment, la narration ne sera plus consacrée à un Compagnon en particulier, du moins pas dans plus d'un livre à la fois. Les derniers livres, à partir de 1983, suivront ce schéma, et décriront de façon parfois complètement neutre les aventures du groupe, sans vraiment s'intéresser à l'un ou l'autre des Compagnons.

## Lieux
| \| Localisation des sites · localisation · localisation · localisation · localisation · localisation · localisation · localisation · localisation · localisation · localisation · localisation · localisation · localisation · localisation · localisation · localisation · localisation · localisation · localisation · localisation · localisation · localisation · localisation · localisation · localisation \| Localisation des aventures écrites par Paul-Jacques Bonzon |
| Localisation des sites · localisation · localisation · localisation · localisation · localisation · localisation · localisation · localisation · localisation · localisation · localisation · localisation · localisation · localisation · localisation · localisation · localisation · localisation · localisation · localisation · localisation · localisation · localisation · localisation · localisation                                                                  |

Dès le premier livre, les adolescents sont tous scolarisés à Lyon dans le quartier de La Croix-Rousse, où leurs parents appartiennent plutôt à la classe moyenne inférieure, voire populaire. Leurs aventures se déroulent ainsi régulièrement, et de temps en temps exclusivement, à Lyon, mais ils vivent également leurs aventures à l'extérieur de la ville, durant leurs vacances. Les lieux de l'action restent le plus souvent proche de la région lyonnaise (Savoie, autour de la vallée du Rhône et de la Saône), mais occasionnellement plus éloignés (Paris, Marseille, Toulouse, Normandie), et dans quelques aventures, à l'étranger (Londres, pays imaginaire de Mogambie, Alexandrie, Sénégal, Norvège)

## Les Six Compagnonsà l'étranger
La série a été publiée dans de nombreux pays   (liste non exhaustive) : 
- Allemagne : à partir de 1977, sous le titre de série Wir Sechs (littéralement Nous les Six)
- Royaume-Uni : très peu de titres, le 1er tome a paru en 1974 sous le titre The Friends of Croix-Rousse (littéralement Les Amis de la Croix-Rousse)
- Danemark : plusieurs titres dès 1965 sous le titre de série Seks kammerater (littéralement Les Six Camarades)
- Finlande : à partir de 1970, sous le titre de série Kuusi kaverusta (littéralement Six amis)
- Portugal : 10 titres dès 1966, sous le nom de série Os 6 (littéralement Les Six)
- Russie : à partir de 1997 sous le titre de série Шесть спутников (littéralement Les Six Compagnons)[8]
- Suède : c'est le pays qui a publié le plus de titres (vingt) à partir de 1968 sous le nom de série Vi sex (littéralement Nous les Six)
- Iran : sous le titre persan بچه های محله ی کرواروس
- Également en Afrique du Sud, Indonésie, Chine, Espagne, Pays-Bas.

## Adaptations

### Bandes dessinées
Les Six Compagnons ont fait l'objet d'une adaptation en bande dessinée, aux éditions Hachette. Trois titres ont paru :
1. La Bête du Nant-Noir, scénario de Raynald Guillot, dessins de Nicolas Wintz, 1983 ;
2. Le Mystère Guignol, scénario de Raynald Guillot, dessins de Nicolas Wintz, 1984 ;
3. Youlna a disparu, scénario de Claude Prothée, dessins de Nicolas Wintz, 1986.

### Télévision
En 1989, Les Six Compagnons ont été portés à l'écran sous le titre Les Compagnons de l'aventure : Les Six Compagnons, à raison de sept épisodes diffusés entre le 26 octobre 1989 et le 28 décembre 1989 dans L'École buissonnière sur TF1. (série rediffusée en juillet 1990 et en 1997 sur TF1, ainsi qu'en 2003 sur TMC)
1. Les Six Compagnons de la Croix-Rousse, réalisé par Christophe Andréi - avec Isabelle de Botton, Frédéric Andrei, Isabelle Texier, Yves Gabrielli, Stéphane Garcin, Daniel Villanova, Sylvie Raget, Roseline Villaume, Myriam François, Nicole Fourniere
2. Les Six Compagnons et le Château maudit, réalisé par Alain Tasma - avec Mireille Andrieu-Chauvet, Eric Beranger, Christian Drillaud, Patrick Dupond, Yaël Elhadad, Mogane, Roland Pichaud, Jacqueline Ponzo, Jean-Claude Rey
3. Les Six Compagnons et le Cigare volant, réalisé par Didier Lannoy ) avec Norbert Aberlin, Sylvain Beaumel, Eric Beranger, Mélanie Delacour, Christine Deschaumes, Robert Dufour, Annie Legrand, René Marjac, Madame Marquez, Michel Naves, Gille de Paepe, Henri Thalou
4. Les Six Compagnons et le Concours hippique, réalisé par Laurent Levy - avec Didier Barsotti, Guy Bellot, Benjamin Bouaziz, Mathilde Cavillan, Marcel Gassoux, Lucien Ginouves, Patrice Gondange, Patrick Lambert, Alain Marguerite, Frédéric Reverend, Michel Tartarin, Dany, Patti Layne
5. Les Six Compagnons et l’Avion clandestin, réalisé par Michel Treguer - avec Pierre Arnaud, Martine Dorval, Robert Florent, Julien G., François Kopania, Bernard Liger, Robert Lucibello, Didier Taudiere, Daniel Villanova, Willem Vlugt
6. Les Six Compagnons dans la ville rose, réalisé par Christiane Leherissey - avec Claude Ariso, Christian Baltauss, Jean Bousquet, Olivier Clément, François Fehner, Francis Garcia, Alain Gaugiran, Angélique Magnan, Jean-François Pujol et Anselme dans le rôle de Coin-Coin
7. Les Six Compagnons et la Princesse noire, réalisé par Patrick Villechaize - avec Alain Azaero, Georges Blaness, Jocelyn Canoen, Michel Charrel, Christian Covillault, Laïka Fatien, Mathias Leforestier, Guy Lecluyce, Lorentine Milebo avec la participation de Manu Di Bango et Nane Germon

Les acteurs principaux sont Pénélope Schellenberg (Mady), Jérémie Covillault (Tidou), Régis Igonnet (Gnafron), Cédric Patissière (Bistèque), Jérôme Gamet (La Guille) et Mathieu Poirier (Le Tondu).
À noter que sous le même titre ont été adaptés d'autres livres pour la jeunesse :
- Les Compagnons de l'aventure : Michel (1989, six épisodes) d'après le livre homonyme de Georges Bayard ;
- Les Compagnons de l'aventure : Lola et les Sardines (1989, 21 épisodes) ;
- Les Compagnons de l'aventure : Les Mégazèbres (1990, douze épisodes) ;
- Les Compagnons de l'aventure : Les Ouchas (1991, douze épisodes).

## Dans la culture populaire
Dans le roman Les Particules élémentaires, Bruno lit Les Six Compagnons et l’homme au gant, qualifié de « probablement le chef-d'œuvre de Paul-Jacques Bonzon ».